# 화산 이씨
화산 이씨(花山李氏)는 베트남 리 왕조에서 유래한 한국의 성씨이다. 본관인 화산(花山)은 황해도 옹진군에 있는 지명이다(광복 당시 옹진군 북면 화산동리).

## 유래
화산 이씨는 베트남계 귀화 성씨로 시조는 이용상(李龍祥)이다. 원시조는 베트남 리 왕조(이조)의 개국자인 이태조 이공온(李公蘊·Lý Công Uẩn)이며, 시조 이용상은 7대손이며, 6대  영종 이천조(李天祚·Lý Thiên Tộ)의 일곱 번째 아들로 전해진다. 1226년 정란에, 왕족들이 살해당하자 화를 피하기 위해 측근들을 데리고 바다에서 표류하다 황해도 옹진군 화산면에 정착했다고 전해지지만 사서상 오류가 존재하며 확실치는 않다. 당시의 고려 고종은 이를 측은히 여겨 그를 화산군(花山君)으로 봉하고 정착을 도왔다. 원나라 침입 때 몽골군과 싸워 전과를 올렸다.

## 현황
2000년 경제기획원의 인구조사 결과, 현재 대한민국에 230여 가구, 1,775명이 살고 있는 것으로 알려져 있다.

## 베트남과의 인연
화산 이씨 종친회에서 1995년 베트남을 방문했을 때, 도무오이 당서기장을 비롯한 베트남의 지도급 인사들이 이들을 환대하고 베트남인과 동등한 법적 대우 및 왕손 인정 등의 호의를 베풀었다. 베트남 인사가 한국을 방문할 경우, 이들을 방문하는 것도 관례가 되어, 화산 이씨가 양국 관계에서 가교 역할을 하고 있다.
베트남 정부는 해마다 리 왕조가 출범한 음력 3월 15일이면, 종친회장을 비롯한 종친회 간부들을 기념식에 초청하여 행사를 진행한다. 2002년 12월 베트남의 하노이 오페라 극장에서 화산 이씨의 시조가 된 이용상 왕자의 일대기를 공연했다.

## 같이 보기
- 정선 이씨
- 리 왕조
- 이용상
- 이양혼
- 이공온
- 이우일